# Waza-ari
Waza-ari (技あり) é uma marcação de ponto de artes marciais. A tradução literal é "há técnica".

## Karatê
Nas competições de karatê, o waza-ari é o golpe quase perfeito. Dependendo do sistema que se adopte (três, dois, ponto e meio ou ponto), equivale desde metade a cerca de 90% de um Ippon e pode vir a ter maior ou menor importância no decorrer da luta. Geralmente, é meio-ponto.

## Judô
No judô, pelas regras atuais da Federação Internacional de Judô (vigente em 2022), um waza-ari acontece quando o oponente cai com a lateral das costas, ou com o ombro e parte superior das costas ao tatame, ou ainda quando é imobilizado por pelo mais de 10 e menos de 20 segundos.

O Waza-ari é a segunda maior pontuação do judô perdendo apenas para o Ippon, sendo que um waza-ari corresponde a meio ponto. Um segundo waza-ari marcado pelo mesmo atleta equivale a um ippon (waza-ari awasete ippon), garantindo a vitória.